# Carragenina

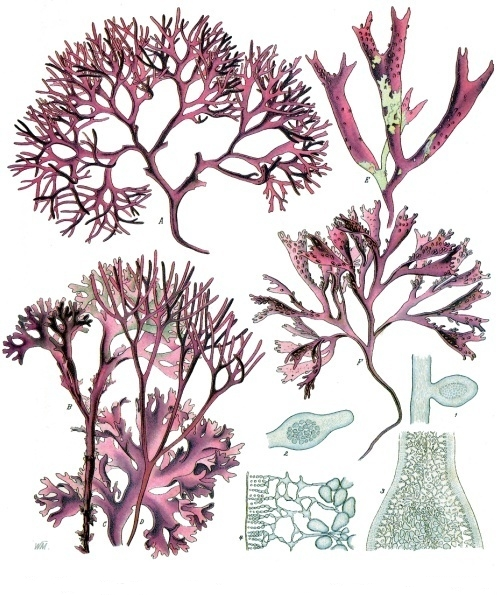
Chondrus crispus, l'alga dalla quale si estrae la carragenina.

Struttura molecolare di differenti tipi di carragenina

La carragenina o carraghenina è un prodotto derivato dal carragheen, il cui nome deriva dalla località di Carragheen in Irlanda.
La carragenina è una gelatina di largo uso alimentare, medicinale ed industriale (utilizzata per chiarificare miele, birra, per la fabbricazione della carta, di appretti ed altro ancora) soprattutto in Irlanda ed in Gran Bretagna; è ottenuta dalla bollitura di due alghe rosse della costa rocciosa dell'Atlantico settentrionale (Chondrus crispus e Gigartina mamitiosa) note coi nomi di muschio d'Irlanda, lichene marino o carragheen. La carragenina è costituita essenzialmente di sali di calcio, di potassio, di sodio e di magnesio di esteri solforici dei polisaccaridi che, per idrolisi, danno galattosio e 3,6-anidrogalattosio. La carragenina non deve essere idrolizzata o altrimenti degradata chimicamente. Si presenta sotto forma di polvere di consistenza da grossolana a fine, di colore da giallastro ad incolore e praticamente inodore.
Nota in campo alimentare come gelificante del budino e della gelatina delle torte e crostate, viene venduta persino pura in bustine con molti nomi commerciali.
Nelle etichette alimentari è indicata con la sigla E 407.

## Proprietà
Gelificante, addensante, emulsionante.

## Produzione
La carragenina fu introdotta su scala industriale negli anni trenta del Novecento, ma era usata già in Cina nel 600 a.C. e in Irlanda nel 400 d.C.
Oggi, il più grande produttore di carragenina sono le Filippine, la cui produzione copre l'80% del consumo mondiale.

## Usi
- Dessert, gelato, crema, frappé, gel per incrementare la viscosità
- Birra: chiarificatore per rimuovere le proteine che causano inscurimento.
- Pâté e carne lavorata (prosciutto): aumenta il volume,
- Dentifricio: stabilizzante
- Shampoo e creme cosmetiche: addensante
- Marmorizzazione
- Biotecnologia: gel per immobilizzare cellule ed enzimi
- Farmaci: usato come eccipiente inattivo in pillole
- Latte di soia e altro latte derivato da piante: usato come addensante, per emulare il latte vaccino
- Bibite gassate dietetiche: per migliorare la consistenza
- Cibo per animali
- Lubrificanti
- Usato in test analgesici in modelli di animali per le infiammazioni
- Panna da cucina
- Yogurt

## Salute
Negli Stati Uniti la FDA autorizza l'uso della carragenina come additivo alimentare e la considera sicura per le quantità normalmente utilizzate nell'impiego come emulsionante, stabilizzante o addensante. La FDA ha inoltre controllato la sicurezza della carragenina nelle formulazioni per infanti.
L'Autorità europea per la sicurezza alimentare (EFSA) ha concluso che "non vi è alcuna evidenza di effetti nocivi per l'uomo in seguito a esposizione alla carragenina per usi alimentari, anche in caso di esposizione ai suoi prodotti di degradazione". Nel luglio 2014, il Comitato congiunto FAO/WHO di esperti sugli additivi alimentari ha stabilito che "l'utilizzo della carragenina nelle formulazioni per infanti o nelle formulazioni per scopi medici fino a 1000 mg/L, non presenta alcun rischio."
In alcuni studi condotti sui topi, gli autori hanno trovato che la carragenina anche in dosi elevate non provoca l'insorgere dei tumori; in casi limitati può contribuire alla loro crescita, ma solo in presenza di elevate dosi di altri composti azotati.
Uno studio ha scoperto che l'esposizione alla carragenina è associata a ulcere intestinali. Un altro studio ha scoperto che gli animali esposti alla carragenina sviluppavano ulcere e infiammazioni intestinali.
Nel 2024 uno studio, pubblicato sulla rivista The Lancet Diabetes & Endocrinology, ha rilevato che un gruppo di additivi alimentari, complessificamente classificati come carragenine,  tra cui la gomma di carragenina, fosfato di tripotassio, citrato di sodio e gomma di guar, possono aumentare il rischio di diabete di tipo 2 (T2D).